# Jonathan Drack
Jean Patrick Jonathan Drack (* 16. November 1988 in Beau Bassin-Rose Hill) ist ein mauritischer Dreispringer, der auch im Weitsprung antritt.

## Sportliche Laufbahn
Erste internationale Erfahrungen sammelte Jonathan Drack bei den Weltmeisterschaften 2013 in Moskau, bei denen er mit 15,54 m in der Qualifikation ausschied. 2014 nahm er erstmals an den Commonwealth Games in Glasgow teil, erreichte dort das Finale, trat dann dort aber nicht mehr an. 2015 gewann er bei den Indian Ocean Island Games in Saint-Denis die Goldmedaille und qualifizierte sich erneut für die Weltmeisterschaften in Peking, bei denen er mit 16,64 m im Finale Platz elf belegte. 2016 nahm er an den Hallenweltmeisterschaften in Portland teil und belegte dort mit 16,04 m Rang 13. Bei den Afrikameisterschaften in Durban belegte er mit 16,61 m Platz vier und qualifizierte sich auch für die Olympischen Spiele in Rio de Janeiro, bei denen er mit 16,21 m in der Qualifikation ausschied. 
2017 wurde er bei den Spielen der Frankophonie in Abidjan mit 16,05 m Fünfter. 2018 nahm er erneut an den Commonwealth Games im australischen Gold Coast teil und belegte dort mit 16,28 m den sechsten Platz im Dreisprung und schied im Weitsprung mit 7,37 m in der Qualifikation aus. Anschließend belegte er bei den Afrikameisterschaften in Asaba mit 16,41 m den fünften Platz im Dreisprung. Im Jahr darauf nahm er erstmals an den Afrikaspielen in Rabat teil und gewann dort mit 16,53 m die Bronzemedaille hinter dem Burkiner Hugues Fabrice Zango und Yasser Triki aus Algerien. Zudem schied er im Weitsprung mit 6,71 m in der Qualifikation aus.
Drack war Flaggenträger Mauritius bei der Schlussveranstaltung der Olympischen Spiele 2016.

## Persönliche Bestleistungen
- Weitsprung: 7,80 m (+1,8 m/s), 27. Juni 2015 in Albi
- Dreisprung: 16,96 m (+1,5 m/s), 29. Juli 2015 in Castres (mauritischer Rekord)